# Ivanhoe
Ivanhoe je nejznámější historický román skotského spisovatele sira Waltera Scotta z roku 1819, který je jakýmsi mytickým obrazem vzniku anglického národa ze staré anglosaské šlechty.
Autor v románu vypráví romantický příběh ze života statečného rytíře Wilfreda z Ivanhoe, odehrávající se ve středověké Anglii na sklonku 12. století za vlády krále Richarda Lví srdce, v období jeho návratu z třetí křížové výpravy.
Román se vyznačuje anachronismem celého děje (pastorální prostředí lidových balad o Robinovi Hoodovi v Sherwoodském lese a ahistorické zdůrazňování rozporů mezi podmaněnými Sasy a potomky normanských dobyvatelů, které autor zobrazil jako zpupnou a násilnou šlechtu), který je však vyprávěn mistrovsky. Scott v něm popsal dobu, v níž na jedné straně panovala vzpoura, zvůle a násilí a na druhé straně kvetlo hrdinství a statečnost psanců, kteří neváhali obětovat vše pro znovunastolení statečného krále, za kterého po dobu jeho nepřítomnosti vládl jeho bratr Jan (pozdější král Jan I. Bezzemek).
Román měl obrovský ohlas a stal se autorovým nejznámějším dílem. Roku 1891 byla podle něho dokonce zkomponována anglickým skladatelem sirem Arthurem Sulivanem opera. Získal si však i řadu odpůrců. Tak například roku 1850 napsal významný anglický spisovatel William Makepeace Thackeray, který se vůči soudobé tvorbě historických románů negativně vymezoval, na román parodii s názvem Rebecca a Rowena (Rebecca and Rowena).
Román byl také několikrát zfilmován, poprvé již roku 1913. Nejznámější je filmová adaptace amerického režiséra Richarda Thorpa z roku 1952 s Robertem Taylorem a Elizabeth Taylorovou v hlavních rolích.

## Děj románu
Děj se odehrává ve staré Anglii, v době, kdy král Richard Lví srdce byl při návratu z křížové výpravy uvězněn v Rakousku. Vlády se snažil zmocnit jeho bratr Jan a do popředí se dostávala normanská šlechta.

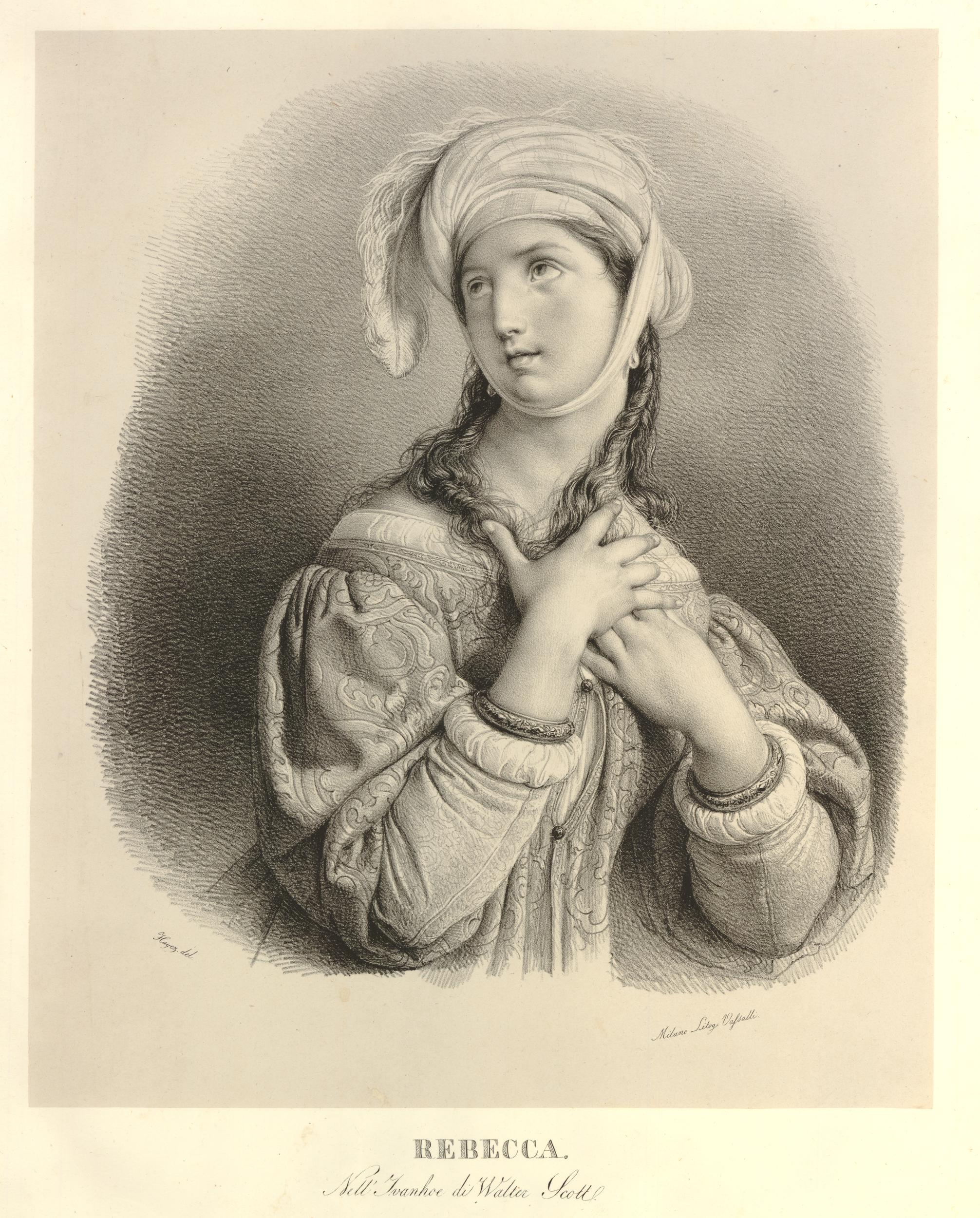
Rebeka, ilustrace z roku 1828

Příběh začíná v Rotherwoodu, v sídle saského šlechtice Cedrika, bojujícího proti normanské nadvládě. Ten se před lety zřekl svého syna Wilfreda z Ivanhoe za to, že mladík podporoval normanského krále Richarda. Wilfred byl zamilovaný do otcovy schovanky lady Roweny, kterou Cedrik plánuje provdat za lorda Athelstana, posledního potomka saských králů. Do Rotherwoodu přijíždí normanský templář Brian de Bois-Guilbert se svojí družinou, aby putoval na rytířský turnaj, který v nedalekém městě Ashby pořádá princ Jan. Do Rotherwoodu přijíždí i poutník, vracející se z křížové výpravy, kterým je ve skutečnosti Wilfred z Ivanhoe. Na Cedrikovo sídlo přijíždí též Izák z Yorku, bohatý, ale lakomý Žid, který nadevše miluje svoji dceru Rebeku.
Izák za to, že mu Ivanhoe zachránil život, když ho Brian de Bois-Guilbert chtěl zabít, koupí brnění a koně, aby se Ivanhoe mohl zúčastnit turnaje. První den si Ivanhoe, aby ho nikdo nepoznal, říká Vyděděný rytíř a s převahou vyhraje. Druhý den se proti sobě postaví dvě skupiny bojovníků. Jednu vede Ivanhoe a druhou Brian de Bois-Guilbert. Brianova skupina má převahu, ale na poslední chvíli přijíždí Černý rytíř, což je vlastně král Richard Lví srdce, který pomůže Ivanhoeovi vyhrát. Černý rytíř potom z bojiště zmizí a tak vítězství připadne Ivanhoeovi, který byl v boji zraněn. Při ošetřování se zjistí, že je to Cedrikův syn, a princi Janovi je jasné, že pokud je Ivanhoe již v Anglii, návrat krále Richarda na sebe nenechá dlouho čekat. Zraněného se ujímá Izák.
Při cestě z turnaje se potkají Cedrikova družina a Izák s Rebekou, kteří převážejí zraněného Ivanhoea, Cedrik však syna nepozná. Cestou je přepadne Brian de Bois-Guilbert a uvězní je na hradě Torquilstone, který patří baronu Front-de-Boeufovi. Z družiny se podaří uniknout jen šaškovi Wambovi a pasáku sviní Gruthovi, kteří se v lese setkávají se skutečnými zbojníky vedenými Robinem Hoodem. K nim se přidává i Černý rytíř. Společně začnou obléhat hrad.

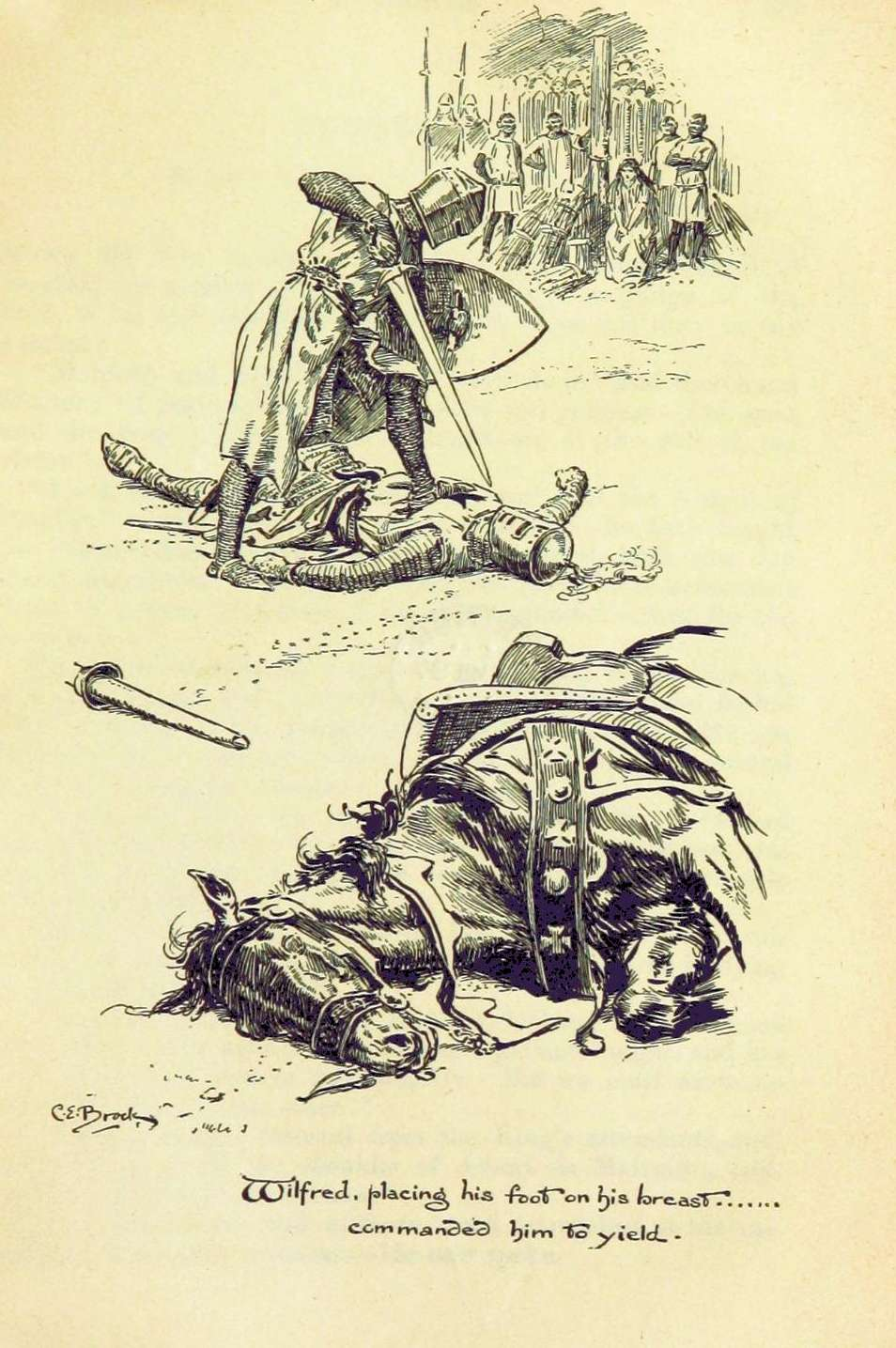
Ilustrace Charlese Edmunda Brocka z roku 1897

Dobyvatelé hradu se nejdříve pokoušejí s vězniteli vyjednávat, ti však pohrozí smrtí zajatců. Pod záminkou posledního pomazání propašují obléhatelé Wambu na hrad jako mnicha. Wamba si vymění svůj převlek s Cedrikem a ten se tak dostane na svobodu. Poté je zahájen útok pod vedením Černého rytíře. Během boje Richard zabije Front-de-Boeufa. Uprostřed bitvy uprchne Brian de Bois-Guilbert z hradu a násilím s sebou vezme i Rebeku, která se mu velmi líbí. Při svém útěku zabije Athelstana, který byl vězněn spolu s Cedrikem. Hrad je úspěšně dobyt a všichni jsou osvobozeni.
Cestou na pohřeb se k Richardovi přidá Ivanhoe. Při pohřbu se přijde na to, že Athelstane je živý – při bitvě byl pouze omráčen. Ivanhoe se smíří se svým otcem a ten svolí k jeho sňatku s lady Rowenou.
Brian de Bois-Guilbert unesl Rebeku do Templestowe, sídla templářského řádu, kde ji chce skrýt. Zde je však Rebeka nařčena z čarodějnictví: velmistr ji podezřívá, že uhranula Briana de Bois-Guilberta – ten má totiž jakožto templář zapovězeny vztahy se ženami a jeho téměř až posedlost krásnou Židovkou je tudíž vnímána jako něco nepřirozeného. O její konečné vině a případném upálení na hranici má rozhodnout boží soud, tj. souboj, v němž má Brian de Bois-Guilbert bojovat za stranu templářů proti rytíři, kterého si Rebeka zvolí za svého zastánce. Ivanhoe se okamžitě vydává Rebece na pomoc, v boji porazí Briana de Bois-Guilberta a získá tak pro Rebeku svobodu.
Nakonec si Ivanhoe vezme za ženu lady Rowenu. Rebeka se svým otcem Izákem odjíždějí z Anglie. Král Richard se ujímá vlády a odpouští svému bratru Janovi.

## Rozhlasové adaptace
- Rytíř Ivanhoe, v roce 1997 zpracováno v Českém rozhlasu jako čtyřdílná dramatizace na motivy románu Waltera Scotta, překlad Jaroslav Kraus, rozhlasová úprava František Pavlíček, hudba Petr Mandel, dramaturg Ivan Hubač, režie Karel Weinlich. Hráli: Ivan Trojan, František Němec, Boris Rösner, Josef Somr, Petr Pelzer, Barbara Kodetová, Alois Švehlík, Jaroslava Adamová, Tomáš Töpfer, Ladislav Mrkvička, Magdalena Chrzová, Jiří Langmajer, Rudolf Pellar, Veronika Duchková, Jana Durčáková, Veronika Koloušková, Petr Pěknic, Ivo Theimer, Ilona Jirotková, Hana Brothánková, Růžena Preisslerová, Miloš Rozhoň a Václav Kotva. jednotlivé díly: 1. Turnaj v Ashby, 2. Na život a na smrt, 3. Pohřeb na Coningsburghu, 4. Boží soud.[6]